# John Fina
John Joseph Fina (Rochester, 11 marzo 1969) è un ex giocatore di football americano statunitense che ha giocato nel ruolo di offensive tackle nella National Football League (NFL). Al college giocò a football ad Arizona.

## Carriera
Fina fu scelto come 27º assoluto nel Draft NFL 1992 dai Buffalo Bills. Con essi disputò due Super Bowl nelle sue prime due stagioni, il XXVII e il XXVIII, persi entrambi contro i Dallas Cowboys. Giocò a Buffalo fino al 2001, dopo di che chiuse la carriera con gli Arizona Cardinals nel 2002.

## Palmarès
- American Football Conference Championship: 2

Buffalo Bills: 1992, 1993

## Statistiche
| Partite             | 155 |
| Partite da titolare | 131 |